# Action Group
Die Action Group (AG) war eine nigerianische politische Partei von 1951 bis 1966.

## In der Kolonialzeit
Die Gründung der Partei, noch während der Kolonialzeit, war im Wesentlichen das Werk des nigerianischen Gewerkschafters Obafemi Awolowo, der sie als ein Gegengewicht zum 1944 gegründeten NCNC des späteren ersten Präsidenten Nigerias Nnamdi Azikiwe aufbaute. Sowohl der NCNC als auch die Action Group traten mit dem offiziellen Anspruch an, die gesamte nigerianische Nation repräsentieren zu wollen, doch bewegte sich insbesondere die Action Group von Anfang an im politisch-kulturellen und ökonomischen Kontext des Yorubavolkes, der dominanten Ethnie im Westen des Landes. Awolowo hatte deswegen Schwierigkeiten, die Partei zu einer überregionalen Organisation aufzubauen, wie es dem NCNC teilweise gelang. Die Action Group war bekannt für ihre moderne Agitationsformen, was ihr die großen Geldmittel ermöglichten, die Awolowo in der damals vergleichsweise reichen Westregion aufzutreiben wusste. Bei den Regionalwahlen der damals in drei Verwaltungssektoren aufgeteilten Kolonie behauptete sich die AG als stärkste Partei in der Westregion. 1954 wurde Awolowo Premierminister West-Nigerias.
Bei den landesweiten Wahlen des Jahres 1959 konnte sich die AG nicht durchsetzen und führte im unabhängig gewordenen Nigeria von 1960 an die Opposition.

## Die Krise von 1962
Im Jahre 1962 kam es zum Bruch in der Partei als Folge eines Konflikts zwischen Awolowo und Samuel Akintola einem Führer der AG und damaligen Premierminister der Westregion. Akintola opponierte gegen die zunehmend radikalere sozialistische Rhetorik Awolowos, die sich ideologisch an den  panafrikanischen Ideen des ghanaischen Staatsführers Kwame Nkrumah orientierte und suchte dagegen die Unterstützung der konservativen Parteimitglieder sowie das Bündnis mit konservativen Partei des Nordens, der NPC. Awolowo, der darauf rechnete, mit seinem Panafrikanismus das Stigma einer ethnizistischen Partei loszuwerden, gelang es Akintola aus der AG auszuschließen, doch dieser gründete sofort eine neue Partei, die United People’s Party, die sofort Verhandlungen mit der NPC begann. Der Ausschluss Akintolas verursachte blutige Krawalle in der Westregion, die bis in das Parlament hineingetragen wurden und die Regierung den Notstand ausrufen ließ. In der Folge wurde der AG und seinen Führern der Prozess wegen Hochverrats gemacht. Awolowo und einige andere Funktionäre wurden zu Gefängnisstrafen verurteilt, die AG blieb aber als Partei weiter zugelassen. 